# اسپالجیس اپیوس
اسپالجیس اپیوس (نام علمی: Spalgis epeus) نام یک گونه از سرده اسپالجیس است.
که از جنوب شرقی آسیا تا ایران زندگی میکند

## نگارخانه

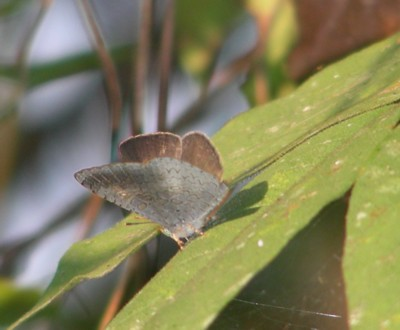
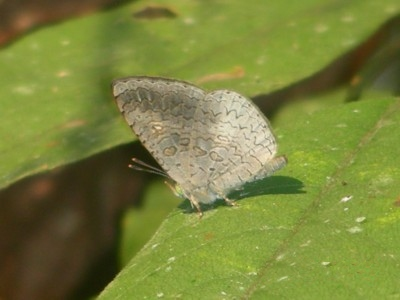
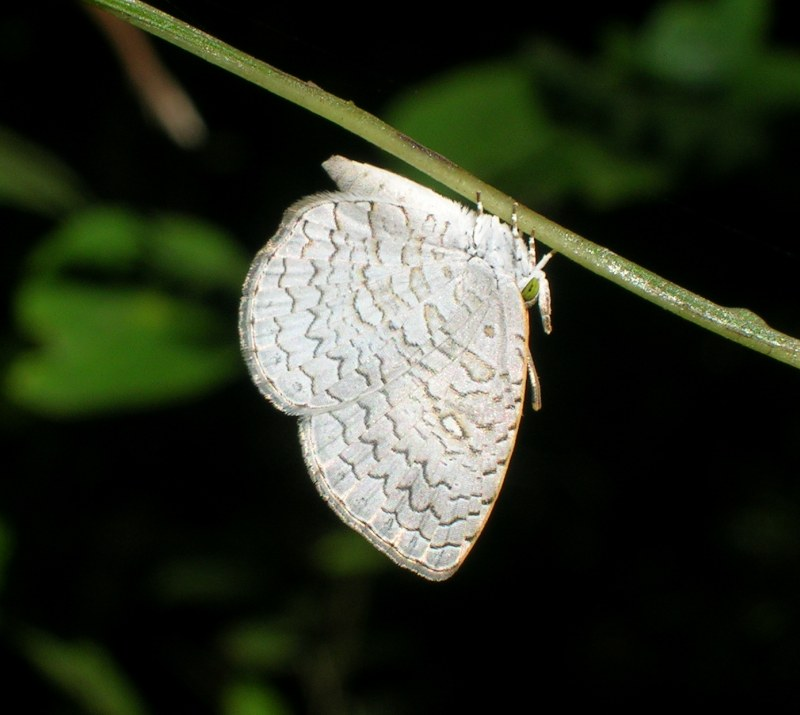
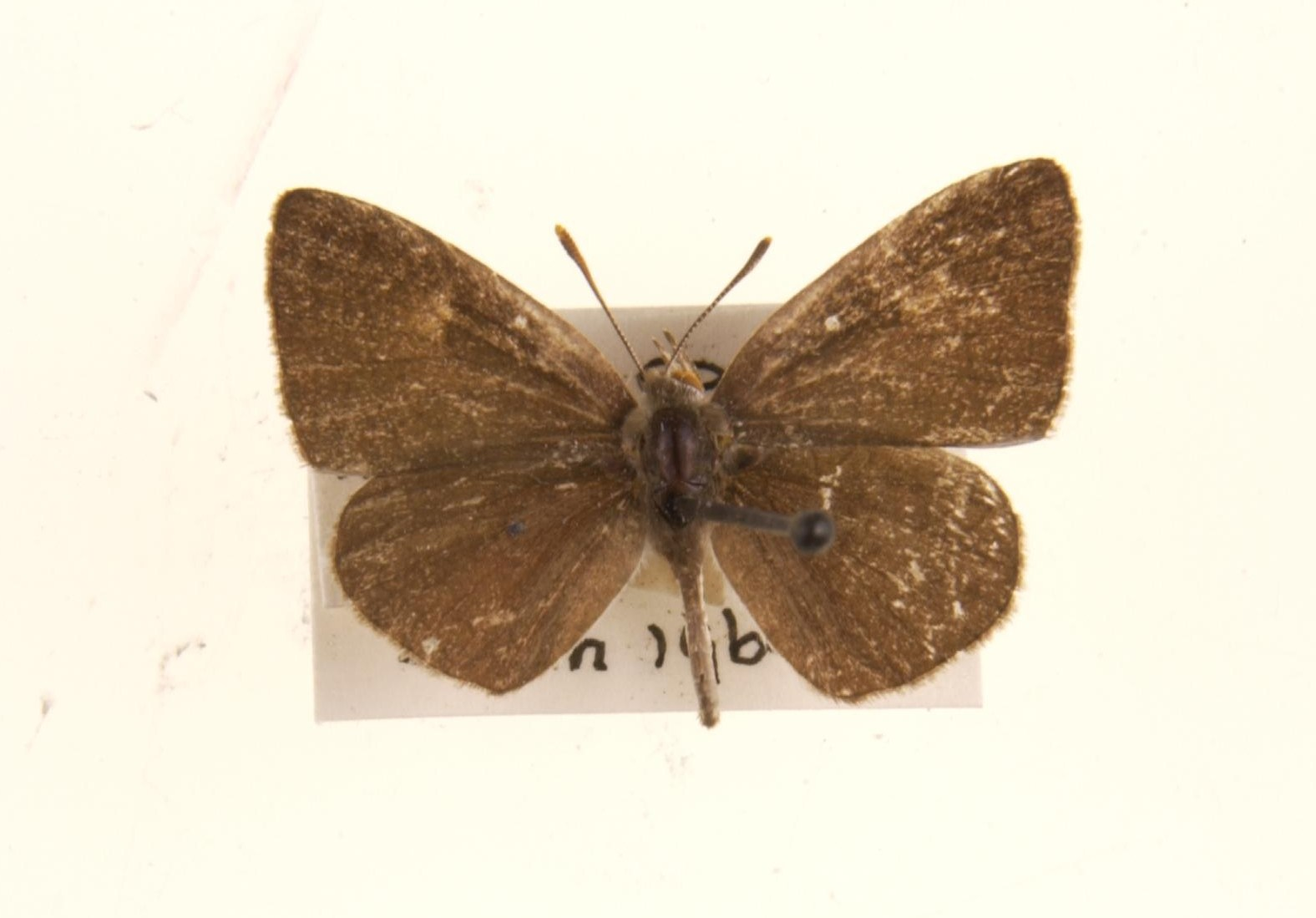